# Asa N.º 75 da RAAF
A Asa N.º 75 foi uma formação da Real Força Aérea Australiana (RAAF) que operou durante a Segunda Guerra Mundial. Foi formada em outubro de 1943 em Townsville, Queensland, subordinada ao Comando da Área Noroeste. Posteriormente, foi enviada para a Ilha Horn para assumir o controlo das unidades da RAAF lá estacionadas. Responsável pela defesa aérea e patrulhamento aéreo do Estreito de Torres, os esquadrões da asa operavam aviões P-40 Kittyhawk, Bristol Beaufort e A-31 Vengeance. Em agosto de 1944, a asa foi dissolvida.

## História
A Asa N.º 75 foi formada no dia 13 de Outubro de 1943 em Garbutt, Townsville, Queensland, sob o comando do Comandante de asa (mais tarde Capitão de grupo) Edgar Bruce Courtney. Aquando da sua formação, era constituída por 10 militares, dos quais 3 eram oficiais. A asa era responsável pelas unidades da RAAF estacionadas na Ilha Horn, Ilha Thursday e Higgins Field na Península do Cabo York. No dia 21 de Outubro, foi enviada uma equipa de Garbutt para Horn e seis dias depois o quartel-general da asa estava completamente estabelecido. No mesmo mês, o Esquadrão N.º 84, colocado na Ilha Horn e recentemente equipado com caças P-40 Kittyhawk, foi transferido da Asa N.º 72 para a Asa N.º 75.

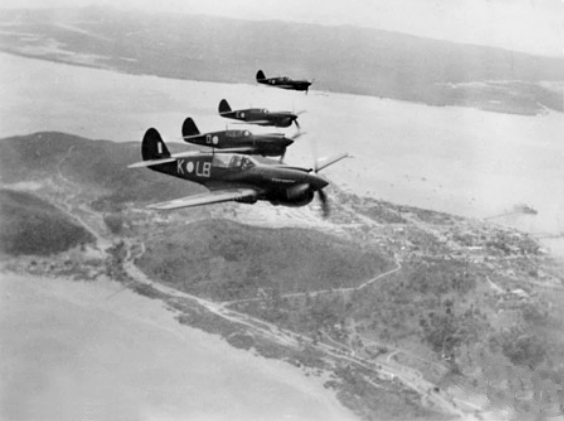
Aviões Kittyhawk do Esquadrão N.º 84 a voar em formação sobre a Ilha Thursday, em Dezembro de 1943

Outras unidades na Ilha Horn incluíam a Unidade de Base Operacional N.º 28, que estava lá colocada desde Maio de 1942; o Quartel-general do Sector de Caças Móveis N.º 112 (anteriormente conhecido como Quartel-general do Sector da Caças Móveis N.º 12); um destacamento do Esquadrão N.º 7 (na altura estacionado em Townsville), que operava bombardeiros de reconhecimento Bristol Beaufort. A Unidade de Base Operacional N.º 33, formada em Townsville em Abril de 1943, foi transferida para Higgins Field no dia 23 de Outubro. A Unidade de Reparação e Salvamento N.º 1 também tinha o seu quartel-general em Higgins, contudo também tinha um destacamento na Ilha Thursday. Já o Parque de Armazenamento Aéreo N.º 23, colocado na Ilha Thursday, era responsável pelo apoio logístico das unidades da Asa N.º 75.
O Esquadrão N.º 84 era responsável pela defesa aérea do Estreito de Torres desde a sua chegada à Ilha Horn em Abril de 1943, e o Esquadrão N.º 7 era responsável por missões anti-navio. No dia 11 de Novembro um Beaufort do Esquadrão N.º 7 foi creditado com o abate de uma aeronave japonesa durante uma patrulha a oeste da Ilha Horn. Os Beaufort realizaram a sua primeira missão de bombardeamento a partir da Ilha Horn contra alvos na Nova Guiné Holandesa no dia 27 de Novembro. No final do ano, o quartel-general da Asa N.º 75 tinha uma força de 144 efectivos, incluindo 25 oficiais e um avião de Havilland DH.84. De acordo com George Odgers, "Embora os esquadrões de Merauke e da Ilha Horn tenham tido pouco contacto com o inimigo em 1943, eles detinham um propósito muito útil juntamente com os esquadrões do Comando da Área Noroeste ao assegurar o flanco das forças de MacArthur".

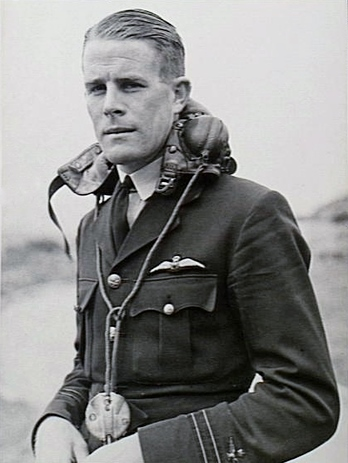
Edgar Bruce Courtney (fotografia de 1940), comandante da Asa N.º 75

Em Fevereiro de 1944, o quartel-general da Asa N.º 75 foi transferido da Ilha Horn para Higgins Field, ao qual rapidamente se juntou o Esquadrão N.º 7 e outra unidade que passou a estar subordinada à asa, o Esquadrão N.º 23. Uma equipa da Asa N.º 75 deixou a Ilha Horn no dia 7 de Fevereiro e as restantes forças deixaram a ilha, por meios aéreos e marítimos, onze dias depois. O Esquadrão N.º 7 moveu-se para Higgins entre o dia 3 e o dia 26 de Março, e o Esquadrão N.º 23 entre os dias 13 e 31 do mesmo mês. No dia 19 de Março, a Unidade de Controlo de Caças N.º 112 foi reestabelecida na Ilha Horn como Centro de Filtro de Zona N.º 32 sob o comando da Asa N.º 75. No final do mês, a força de efectivos do quartel-general da asa contava com 121 militares, incluindo 20 oficiais, e para além do DH.84 o quartel-general estava agora também equipado com um Supermarine Walrus.
No dia 11 de Março de 1944 o Esquadrão N.º 84 foi rapidamente transferido para o Comando da Área Noroeste para substituir os Supermarine Spitfire da Asa N.º 1, que haviam sido enviados para Perth devido à possibilidade de um ataque naval japonês. Este ataque acabou por nunca acontecer, e o Esquadrão N.º 84 voltou para a Ilha Horn menos de duas semanas depois. No dia 17 de Maio o esquadrão deixou a Ilha Horn em direcção a Townsville, e foi reduzido a uma pequena unidade de instrução. O Esquadrão N.º 7 continuou a realizar operações nas Índias Orientais Holandesas a partir de Higgins, geralmente em conjunto com outras forças como os B-25 Mitchell do Comando da Área Noroeste, antes de a sua força ter sido reduzida em Agosto aquando da possibilidade de transferência da Asa N.º 71 para a Nova Guiné. Até ser desactivado em Junho, o Esquadrão N.º 23 foi equipado com bombardeiros de mergulho A-31 Vengeance e começou a realizar missões de apoio às forças terrestres. Neste mês, um Líder de esquadrão do Comando da Área Nordeste chegou ao quartel-general da Asa N.º 75 para investigar os acidentes que haviam ocorrido com o A-31; na sua partida, o seu A-31 despenhou-se numa praia na Baía da Princesa Charlotte e a tripulação teve que ser resgatada por uma aeronave do Esquadrão N.º 9. O Esquadrão N.º 23 passou então a operar bombardeiros pesados B-24 Liberator e foi transferido para o Comando da Área Noroeste.
No final de Julho de 1944, o quartel-general da Asa N.º 75 era composto por 63 militares, incluindo 18 militares e um avião DH.84. A asa cessou as suas operações no dia 21 de Agosto, ainda sob o comando de Courtney, e foi dissolvida quatro dias depois. As suas unidades ficaram subordinadas directamente ao quartel-general do Comando da Área Nordeste.